# Y学園へ行こう
- 妖怪ウォッチ > 映画 妖怪学園Y 猫はHEROになれるか > Y学園へ行こう
- 妖怪ウォッチ > 妖怪学園Y 〜Nとの遭遇〜 > Y学園へ行こう

『Y学園へ行こう』（ワイがくえんへいこう）は、『映画 妖怪学園Y 猫はHEROになれるか』およびテレビアニメ『妖怪学園Y 〜Nとの遭遇〜』主題歌として公開された楽曲である。

## 概要
歌詞は共通で、歌唱とメロディーがそれぞれ異なる5つのバージョンが存在する。歌唱は主にYoutubeなどで活動する歌い手である。
映画公式サイト上でMVが初公開され、劇中では「学園ドタバタ編」をオープニングテーマとして使用。テレビアニメではエンディングテーマとして5バージョンを週替わり（一部除く）で放送。公開時は作詞・作曲・MVのクレジットは変名だったが、テレビアニメのスタッフクレジットで名前が明かされている（作詞はレベルファイブ代表取締役・クリエイティブプロデューサーの日野晃博、MV制作は同社スタッフ）。

## 各バージョン紹介
全バージョンとも作詞：ピノリーノ（日野晃博）
「Y学園へ行こう ワイワイ編」
歌い手：ろん / 作曲：ぽこ（今泉吾弥） / MV：moccha（上田萌々）
「Y学園へ行こう 疾走編」
歌い手：96猫 / 作曲：しょー（砂川翔也） / MV：6pack（津田昇）
「Y学園へ行こう 8bit編」
歌い手：そらる / 作曲：ねこうどん（近藤嶺） / MV：Voxel5
- テレビアニメでは2020年4月より放送。

「Y学園へ行こう 青春ロック編」
歌い手：+α/あるふぁきゅん。 / 作曲：ゴイサーマン（西郷憲一郎） / MV：ノリバード（金井紀人）
「Y学園へ行こう 学園ドタバタ編」
歌い手：莉犬（すとぷり） / 作曲：サカモフ（坂本英城） / MV：テペチュン（山口哲平）
- 莉犬1stフルアルバム「タイムカプセル」に収録。